# Rafael Sperafico
Rafael Sperafico (Toledo, 22 de abril de 1981 — São Paulo, 9 de dezembro de 2007) foi um piloto de automobilismo brasileiro.
Era primo dos também pilotos e irmãos Ricardo e Rodrigo Sperafico.
Em 18 anos de automobilismo, o piloto paranaense começou no kart, correu pela Fórmula 3000 Europeia e na Copa Renault Clio de 2006. 2007 foi seu ano de estreia na categoria Stock Car.
Morreu quando disputava a etapa do Autódromo de Interlagos da Stock Car Light, vítima de um grave acidente envolvendo também o piloto Renato Russo.
Rafael morreu depois que seu carro saiu da pista, bateu contra os pneus de proteção na Curva do Café, na sequência, seu carro voltou atravessado para a pista e foi atingido em cheio pelo carro de Renato Russo. Ele teve traumatismo craniano e morreu no local.
Seu então companheiro de equipe, o paulista Gustavo Sondermann morreu quatro anos depois, em 3 de abril de 2011, em um acidente na mesma curva.